# Štôlska dolina
Štôlska dolina je malé údolí ve Vysokých Tatrách. Její dno je tvořeno skalní sutí. Začíná v Lúčném sedle, otevírá se směrem na jih a hraničí:
- Na východě s Batizovskou dolinou, rozděluje je rameno Končisté
- Na severu se Zlomiskovou dolinou, částí Mengusovské doliny, rozděluje je hřeben dosahující z Končisté přes Luční sedlo k Tupé
- Na západě s Dolinou Velkého Šumu, rozděluje je rameno sahající od Tupé směrem na Klin

## Turistické trasy
Červeně značená Tatranská magistrála z Popradského plesa přes Sedlo pod Ostrvou k Batizovskému plesu.
- Čas přechodu z Popradského plesa do Sedla pod Ostrvou: 1:35 h, ↓50min
- Čas přechodu ze Sedla pod Ostrvou k Batizovskému plesu: 1:40 h v obou směrech

 Žlutě značená trasa z Vyšných Hágů vedoucí Štôlskou dolinou do Batizovské doliny k Batizovskému plesu. Čas přechodu: 2:25 h, ↓1:55 h

## Chráněné území
Štôlska dolina je národní přírodní rezervace v oblasti TANAP. Nachází se v katastrálním území města Vysoké Tatry v okrese Poprad v Prešovském kraji. Území bylo vyhlášeno či novelizováno v roce 1991 na rozloze 739,96 ha. Ochranné pásmo nebylo stanoveno.